# Найяр Султана
Найяр Султана (уроджена Тайяба Бано; 1937 — 27 жовтня 1992), відома як Малка-і-Джазбаат (Королева почуттів) і Королева емоцій, була пакистанською кіноакторкою. Вона стала однією з найкращих кіноактрис Лоллівуду 1950-1960-х років.

## Раннє життя
Найяр Султана народилася Тайяба Бано в Аліґаргу (Британська Індія) у 1937 році в мусульманській родині. Вона здобула освіту в жіночому коледжі, Аліґарг. Її родина переїхала до Карачі після здобуття Пакистаном незалежності в 1947 році.

## Кар'єра
Батьки Султани були пов'язані з актрисою Шамім Бано, дружиною відомого пакистанського кінопродюсера/режисера Анвара Камала Паші, який взяв її у своєму режисерському фільмі «Катіл» у 1955 році на роль другого плану під псевдонімом Назлі, що стало її акторським дебютом. Пізніше того ж року вона зіграла другу головну роль у фільмі Хумаюна Мірзи «Інтіхаб». Після цього вона з'явилася під псевдонімом Найяр Султана. Вона стала відомою в 1957 році у фільмі Джаффара Маліка Saat Lakh, де вона зіграла таваїф разом із Сантошем Кумаром, і отримала премію Ніґар за найкращу жіночу роль другого плану за свою гру. Сахелі С. М. Юсуфа в 1960 році довела її найбільший успіх на той момент. Фільм відзначив свій золотий ювілей за касовими зборами, а роль Султани в ролі люблячої дружини та самовідданого друга принесла їй премію Ніґар за найкращу жіночу роль. У 1963 році вона зіграла головну роль у фільмі С. Сулемана «Бааджі» і заслужила похвалу за роль молодої розчарованої вдови. Рецензуючи Baaji, Геральд назвав її гру найсильнішим елементом фільму.
Вона ненадовго залишила індустрію після одруження з Дарпаном. Вона повернулася наприкінці 1960-х років, але більшість її фільмів, таких як Ек Мусафір Ек Хасіна (1968), Мері Бхабхі (1969), Хамджолі (1970) і Азмат (1973), не мали особливого успіху в прокаті.
У 1970-х роках вона перейшла до виконання персонажних ролей у фільмі С. Сулемана Abhi To Main Jawan Hoon і двох фільмах Хасана Таріка, Мазі Хаал Мустакбіл і Сіти Мар'ям Маргарет. Це були її останні фільми, які отримали схвалення критиків, перш ніж вона поступово пішла з екрану. Після смерті свого чоловіка Дарпана в 1981 році Найяр керувала його кадровим агентством до самої смерті. У наступне десятиліття вона знялася в кількох фільмах. За свою 37-річну кінокар'єру Наяр Султана знялася в понад 225 фільмах і отримала низку нагород. Вона була відома виконанням трагічних ролей; також відома як Королева емоцій.

## Особисте життя
Вона вийшла заміж за Дарпана, свого партнера та одного з найвидатніших романтичних героїв пакистанської кіноіндустрії, на вершині своєї кінокар'єри, і народила двох синів Кайсара та Алі. Його старший брат Сантош Кумар також був актором, а інший брат С. Сулейман був кінорежисером.

## Хвороба і смерть
Найяр Султана померла від раку 27 жовтня 1992 року в лікарні Ага Хана в Карачі, Пакистан.

## Фільмографія

### Телевізійні шоу
| Рік      | Назва             | Роль | Примітки |
| -------- | ----------------- | ---- | -------- |
| 1992 рік | Так, сер, ні, сер | себе | PTV      |

### Фільм
| Year | Title                   | Role               | Notes            |
| ---- | ----------------------- | ------------------ | ---------------- |
| 1955 | Qatil                   |                    |                  |
| 1955 | Intekhab                |                    |                  |
| 1957 | Saat Lakh               |                    |                  |
| 1958 | Dil Mein Tu             |                    |                  |
| 1958 | Mukhra                  |                    |                  |
| 1958 | Touheed                 |                    |                  |
| 1958 | Akhri Dao               |                    |                  |
| 1958 | Aadmi                   |                    |                  |
| 1959 | Bacha Jamoora           |                    |                  |
| 1959 | Lalkar                  |                    |                  |
| 1959 | Mazloom                 |                    |                  |
| 1960 | Rahguzar                |                    | [ 9 ]            |
| 1960 | Behrupiya               |                    | [ 9 ]            |
| 1960 | Aik Thi Maa             |                    | [ 9 ]            |
| 1960 | Ayaz                    |                    | [ 9 ]            |
| 1960 | Khaibar Mail            |                    | [ 9 ]            |
| 1960 | Daku Ki Ladki           |                    | [ 10 ]           |
| 1960 | Saheli                  | Razia              | [ 10 ]           |
| 1961 | Surayya                 | Surayya            | [ 10 ]           |
| 1961 | Son of Ali Baba         |                    | [ 10 ]           |
| 1961 | Bombay Wala             |                    | [ 10 ]           |
| 1961 | Gulfarosh               |                    | [ 10 ]           |
| 1961 | 3 Phool                 |                    | [ 11 ]           |
| 1962 | Aulad                   |                    | [ 11 ]           |
| 1962 | Mehtab                  |                    | [ 11 ]           |
| 1962 | Ghunghat                | Naheed / Usha Rani | [ 11 ]           |
| 1962 | Barsat Mein             |                    | [ 12 ]           |
| 1962 | Shake Hand              |                    | [ 11 ]           |
| 1963 | Baghawat                |                    | [ 12 ]           |
| 1963 | Maa kay Aansoo          |                    | [ 12 ]           |
| 1963 | Yahudi Ki Ladki         |                    | [ 12 ]           |
| 1963 | Baaji                   | Farzana / Baaji    | [ 12 ]           |
| 1963 | Dulhan                  | Shabnum            | [ 13 ]           |
| 1963 | Tangay Wala             |                    | [ 13 ]           |
| 1963 | Aurat Ek Kahani         |                    | [ 13 ]           |
| 1965 | Devdas                  | Chandramukhi       |                  |
| 1968 | Nadir Khan              |                    |                  |
| 1968 | Aik Musafar Aik Haseena |                    | [ 4 ]            |
| 1969 | Saza                    |                    |                  |
| 1970 | Chann Sajna             |                    |                  |
| 1972 | Farz Aur Mohabbat       |                    |                  |
| 1972 | Jagde Rehna             |                    |                  |
| 1972 | Umrao Jaan Ada          | Khanam             |                  |
| 1973 | Khuda Te Maa            |                    |                  |
| 1974 | Bahisht                 | Sarkar Maa         |                  |
| 1974 | Dillagi                 | Baji               |                  |
| 1975 | Pehchan                 | Fakirni            | guest appearance |
| 1975 | Sheeda Pastol           |                    |                  |
| 1975 | Aik Gunnah Aur Sahi     |                    |                  |
| 1976 | Chitra Tay Shera        |                    |                  |
| 1976 | Badtameez               |                    |                  |
| 1977 | Naya Suraj              |                    |                  |
| 1978 | Kora Kaghaz             |                    |                  |
| 1979 | Khushboo                |                    |                  |
| 1980 | Smuggler                |                    |                  |
| 1980 | Aag Aur Sholay          |                    |                  |
| 1982 | Ek Din Bahu Ka          | Malika Aliya       |                  |
| 1983 | Sher Mama               | Sabara             |                  |
| 1983 | Wadda Khan              |                    |                  |
| 1989 | Shaani                  |                    |                  |
| 1994 | Sarkata Insaan          |                    |                  |

## Нагороди та визнання
| рік      | Нагорода     | Категорія                      | Результат | Назва         | Посилання |
| -------- | ------------ | ------------------------------ | --------- | ------------- | --------- |
| 1957 рік | Премія Нігар | Найкраща актриса другого плану | Перемога  | Саат Лах      | [ 14 ]    |
| 1960 рік | Премія Нігар | Найкраща жіноча роль           | Перемога  | Сахелі        | [ 14 ]    |
| 1962 рік | Премія Нігар | Найкраща жіноча роль           | Перемога  | Аулад         | [ 14 ]    |
| 1974 рік | Премія Нігар | Найкраща актриса другого плану | Перемога  | Бахішт        | [ 14 ]    |
| 1994 рік | Премія Нігар | Найкраща актриса другого плану | Перемога  | Сарката Інсан | [ 14 ]    |